# Republika Chińska na Letnich Igrzyskach Olimpijskich 1972
Republika Chińska na Letnich Igrzyskach Olimpijskich 1972, które odbyły się w Monachium reprezentowało 21 zawodników. Nie zdobyli oni żadnego medalu.
Był to piąty start reprezentacji Republiki Chińskiej na letnich igrzyskach olimpijskich.

## Reprezentanci

### Boks
| Zawodnik      | Konkurencja | 1/32             | 1/16             | 1/8              | Ćwierćfinał      | Półfinał         | Finał            | Finał   |
| Zawodnik      | Konkurencja | Przeciwnik Wynik | Przeciwnik Wynik | Przeciwnik Wynik | Przeciwnik Wynik | Przeciwnik Wynik | Przeciwnik Wynik | Miejsce |
| ------------- | ----------- | ---------------- | ---------------- | ---------------- | ---------------- | ---------------- | ---------------- | ------- |
| Wang Chee-yen | 54 kg       | BYE              | Bahmani W 3-2    | Turpin P 0-5     | NQ               | NQ               | NQ               | 9.      |

### Judo
| Zawodnik         | Konkurencja | 1/64             | 1/32             | 1/16             | Ćwierćfinał      | Półfinał         | Repasaż 1        | Repasaż 2        | Finał Repasażu   | Finał/BM         | Finał/BM |
| Zawodnik         | Konkurencja | Przeciwnik Wynik | Przeciwnik Wynik | Przeciwnik Wynik | Przeciwnik Wynik | Przeciwnik Wynik | Przeciwnik Wynik | Przeciwnik Wynik | Przeciwnik Wynik | Przeciwnik Wynik | Pozycja  |
| ---------------- | ----------- | ---------------- | ---------------- | ---------------- | ---------------- | ---------------- | ---------------- | ---------------- | ---------------- | ---------------- | -------- |
| Cheng Chi-hsiang | - 63 kg     | —                | Kawaguchi P      | NQ               | NQ               | NQ               | Han S-C W        | Bujadaa P        | NQ               | NQ               | 7.       |
| Wang Jong-she    | - 70 kg     | —                | McGregory W      | Nomura P         | NQ               | NQ               | —                | Hetényi P        | NQ               | NQ               | 7.       |
| Chang Ping-ho    | - 80 kg     | Coulibaly W      | Gerchev P        | NQ               | NQ               | NQ               | —                | —                | —                | NQ               | 19.      |
| Juang Jen-wuh    | - 93 kg     | —                | Exiga W          | Ishii P          | NQ               | NQ               | —                | —                | —                | NQ               | 13.      |
| Juang Jen-wuh    | open        | —                | Bajčetić P       | NQ               | NQ               | NQ               | —                | —                | —                | NQ               | 19.      |

### Kolarstwo

#### Kolarstwo szosowe
| Zawodnik     | Konkurencja                | Czas | Miejsce |
| ------------ | -------------------------- | ---- | ------- |
| Shue Ming-fa | wyścig ze startu wspólnego | DNF  | DNF     |

#### Kolarstwo torowe
| Zawodnik     | Konkurencja | Runda 1            | Repasaż 1          | Runda 2         | Repasaż 2       | 1/8             | Repasaż 3       | Ćwierćfinały    | Półfinały       | Finał   | Finał |
| Zawodnik     | Konkurencja | Przeciwnik Miejsce | Przeciwnik Miejsce | Przeciwnik Czas | Przeciwnik Czas | Przeciwnik Czas | Przeciwnik Czas | Przeciwnik Czas | Przeciwnik Czas | Pozycja |       |
| ------------ | ----------- | ------------------ | ------------------ | --------------- | --------------- | --------------- | --------------- | --------------- | --------------- | ------- | ----- |
| Shue Ming-fa | Sprint      | Tarwan Krawcow 3.  | Colomo Cho 3.      | NQ              | NQ              | NQ              | NQ              | NQ              | NQ              | NQ      |       |

| Zawodnik     | Konkurencja  | Finał   | Finał   |
| Zawodnik     | Konkurencja  | Czas    | Pozycja |
| ------------ | ------------ | ------- | ------- |
| Shue Ming-fa | 1 km na czas | 1:14,05 | 27.     |

### Lekkoatletyka
Mężczyźni
| Zawodnik                                              | Konkurencja        | Eliminacje | Eliminacje | Ćwierćfinał | Ćwierćfinał | Półfinał | Półfinał | Finał | Finał   |
| Zawodnik                                              | Konkurencja        | Wynik      | Miejsce    | Wynik       | Miejsce     | Wynik    | Miejsce  | Wynik | Miejsce |
| ----------------------------------------------------- | ------------------ | ---------- | ---------- | ----------- | ----------- | -------- | -------- | ----- | ------- |
| Su Wen-ho                                             | 100 m              | 10,59      | 4. Q       | 10,82       | 7.          | NQ       | NQ       | NQ    | NQ      |
| Su Wen-ho                                             | 200 m              | 21,55      | 5. Q       | 21,47       | 6.          | NQ       | NQ       | NQ    | NQ      |
| Lee Chung-ping                                        | 110 m przez płotki | 14,98      | 8.         | —           | —           | NQ       | NQ       | NQ    | NQ      |
| Lee Chung-ping                                        | 400 m przez płotki | 52,61      | 6.         | —           | —           | NQ       | NQ       | NQ    | NQ      |
| Lee Chung-ping Su Wen-ho Chen Chin-long Chen Ming-chi | sztafeta 4 × 100 m | 41,78      | 7.         | —           | —           | NQ       | NQ       | NQ    | NQ      |

| Zawodnik       | Konkurencja | Kwalifikacje | Kwalifikacje | Finał    | Finał   |
| Zawodnik       | Konkurencja | Rezultat     | Miejsce      | Rezultat | Miejsce |
| -------------- | ----------- | ------------ | ------------ | -------- | ------- |
| Chen Chin-long | skok w dal  | 6,79         | 33.          | NQ       | NQ      |
| Chen Ming-chi  | trójskok    | 14,73        | 31.          | NQ       | NQ      |

Kobiety
| Zawodniczka   | Konkurencja | Eliminacje | Eliminacje | Ćwierćfinał | Ćwierćfinał | Półfinał | Półfinał | Finał | Finał   |
| Zawodniczka   | Konkurencja | Wynik      | Miejsce    | Wynik       | Miejsce     | Wynik    | Miejsce  | Wynik | Miejsce |
| ------------- | ----------- | ---------- | ---------- | ----------- | ----------- | -------- | -------- | ----- | ------- |
| Lee Chiu-hsia | 800 m       | 2:11,81    | 8.         | —           | —           | NQ       | NQ       | NQ    | NQ      |
| Lee Chiu-hsia | 1500 m      | 4:37,15    | 8.         | —           | —           | NQ       | NQ       | NQ    | NQ      |

| Zawodniczka | Konkurencja | Kwalifikacje | Kwalifikacje | Finał    | Finał   |
| Zawodniczka | Konkurencja | Rezultat     | Miejsce      | Rezultat | Miejsce |
| ----------- | ----------- | ------------ | ------------ | -------- | ------- |
| Wu Yu-chih  | skok wzwyż  | NM           | DNF          | NQ       | NQ      |
| Lin Chun-yu | skok w dal  | 5,50         | 30.          | NQ       | NQ      |

Pięciobój
| Zawodniczka | Konkurencja | 100H  | SP    | HJ  | LJ   | 200 m | Razem | Pozycja |
| ----------- | ----------- | ----- | ----- | --- | ---- | ----- | ----- | ------- |
| Lin Chun-yu | Rezultat    | 14,98 | 11,31 | 1,5 | 5,31 | 25,76 | 3676  | 29.     |
| Lin Chun-yu | Punkty      | 750   | 676   | 726 | 750  | 774   | 3676  | 29.     |

### Łucznictwo
| Zawodniczka    | Konkurencja   | Runda 1   | Runda 1   | Runda 1   | Runda 1   | Runda 1 | Runda 1 | Runda 2   | Runda 2   | Runda 2   | Runda 2   | Runda 2 | Runda 2 | Razem  | Razem   |
| Zawodniczka    | Konkurencja   | Odległość | Odległość | Odległość | Odległość | Punkty  | Miejsce | Odległość | Odległość | Odległość | Odległość | Punkty  | Miejsce | Punkty | Miejsce |
| Zawodniczka    | Konkurencja   | 30 m      | 50 m      | 60 m      | 70 m      | Punkty  | Miejsce | 30 m      | 50 m      | 60 m      | 70 m      | Punkty  | Miejsce | Punkty | Miejsce |
| -------------- | ------------- | --------- | --------- | --------- | --------- | ------- | ------- | --------- | --------- | --------- | --------- | ------- | ------- | ------ | ------- |
| Shue Meei-shya | indywidualnie | 298       | 260       | 269       | 211       | 1038    | 37.     | 301       | 221       | 240       | 226       | 988     | 38.     | 2026   | 38.     |

### Pływanie
Mężczyźni
| Zawodnik        | Konkurencja       | Eliminacje | Eliminacje | Półfinał | Półfinał | Finał | Finał   |
| Zawodnik        | Konkurencja       | Czas       | Miejsce    | Czas     | Miejsce  | Czas  | Miejsce |
| --------------- | ----------------- | ---------- | ---------- | -------- | -------- | ----- | ------- |
| Hsu Tung-hsiung | 100 m grzbietowym | 1:03,31    | 5.         | NQ       | NQ       | NQ    | NQ      |
| Hsu Tung-hsiung | 200 m motylkowym  | 2:16,35    | 7.         | —        | —        | NQ    | NQ      |
| Hsu Tung-hsiung | 200 m zmiennym    | 2:18,34    | 4.         | —        | —        | NQ    | NQ      |
| Hsu Tung-hsiung | 400 m zmiennym    | 5:09,56    | 7.         | —        | —        | NQ    | NQ      |

Kobiety
| Zawodniczka  | Konkurencja      | Eliminacje | Eliminacje | Półfinał | Półfinał | Finał | Finał   |
| Zawodniczka  | Konkurencja      | Czas       | Miejsce    | Czas     | Miejsce  | Czas  | Miejsce |
| ------------ | ---------------- | ---------- | ---------- | -------- | -------- | ----- | ------- |
| Hsu Yue-yun  | 100 m dowolnym   | 1:04,87    | 8.         | NQ       | NQ       | NQ    | NQ      |
| Hsu Yue-yun  | 200 m dowolnym   | 2:20,17    | 7.         | —        | —        | NQ    | NQ      |
| Hsu Yue-yun  | 400 m dowolnym   | 4:58,57    | 7.         | —        | —        | NQ    | NQ      |
| Hsu Yue-yun  | 800 m dowolnym   | 10:08,49   | 6.         | —        | —        | NQ    | NQ      |
| Hsu Yue-yun  | 100 m motylkowym | 1:11,67    | 7.         | NQ       | NQ       | NQ    | NQ      |
| Hsu Yue-yun  | 200 m motylkowym | 2:44,88    | 6.         | —        | —        | NQ    | NQ      |
| Hsu Yue-yun  | 200 m zmiennym   | 2:35,93    | 6.         | —        | —        | NQ    | NQ      |
| Lee Yue-hwan | 100 m klasycznym | 1:25,47    | 8.         | NQ       | NQ       | NQ    | NQ      |
| Lee Yue-hwan | 200 m klasycznym | 3:04,74    | 5.         | —        | —        | NQ    | NQ      |

### Podnoszenie ciężarów
| Zawodnik     | Konkurencja | Wyciskanie | Wyciskanie | Rwanie | Rwanie  | Podrzut | Podrzut | Razem | Pozycja |
| Zawodnik     | Konkurencja | Wynik      | Pozycja    | Wynik  | Pozycja | Wynik   | Pozycja | Razem | Pozycja |
| ------------ | ----------- | ---------- | ---------- | ------ | ------- | ------- | ------- | ----- | ------- |
| Chen Kue-sen | do 60 kg    | 110        | 11.        | 92,5   | 11.     | 125     | 10.     | 327,5 | 10.     |

### Strzelectwo
| Zawodnik   | Konkurencja                             | Finał  | Finał   |
| Zawodnik   | Konkurencja                             | Punkty | Miejsce |
| ---------- | --------------------------------------- | ------ | ------- |
| Wu Tao-yan | karabin dowolny trzy pozycje 300 m      | 1085   | 30.     |
| Wu Tao-yan | karabin małokalibrowy trzy pozycje 50 m | 1101   | 51.     |
| Wu Tao-yan | karabin małokalibrowy leżąc 50 m        | 591    | 41.     |

### Zapasy
Styl wolny
| Zawodnik        | Konkurencja | Runda 1          | Runda 2           | Runda 3          | Runda 4          | Runda 5          | Runda 6          | Runda finałowa   | Runda finałowa |
| Zawodnik        | Konkurencja | Przeciwnik Wynik | Przeciwnik Wynik  | Przeciwnik Wynik | Przeciwnik Wynik | Przeciwnik Wynik | Przeciwnik Wynik | Przeciwnik Wynik | Pozycja        |
| --------------- | ----------- | ---------------- | ----------------- | ---------------- | ---------------- | ---------------- | ---------------- | ---------------- | -------------- |
| Hsu Chin-hsiung | - 57 kg     | Dumitru P        | Khatziioannidis P | NQ               | NQ               | NQ               | NQ               | NQ               | NQ             |

### Żeglarstwo
| Zawodnik         | Konkurencja | Wyścig | Wyścig | Wyścig | Wyścig | Wyścig | Wyścig | Wyścig | Punkty | Finałowa pozycja |
| Zawodnik         | Konkurencja | 1      | 2      | 3      | 4      | 5      | 6      | 7      | Punkty | Finałowa pozycja |
| ---------------- | ----------- | ------ | ------ | ------ | ------ | ------ | ------ | ------ | ------ | ---------------- |
| Chen Hsiu-hsiung | Finn        | 34.    | 33.    | 32.    | DNF    | 32.    | DNF    | 33.    | 235    | 35.              |